# 突然ですが、明日結婚します
『突然ですが、明日結婚します』（とつぜんですが、あしたけっこんします）は、宮園いづみによる日本の漫画作品。『プチコミック』（小学館）にて、2014年5月号から2018年6月号まで連載されていた。単行本は全9巻。
2017年に西内まりや主演でフジテレビ系でテレビドラマ化された。
本作のスピンオフ『突然ですが、今日会いに来て』が『プチコミック』2018年8月号と同年10月号に前後編で掲載。10月号では宮園の次作『愛になんて溺れない』と同時掲載されている。
2019年7月現在、電子版を含めた単行本のシリーズ累計が200万部を超えている。

## あらすじ
大手銀行に勤務する高梨あすかの夢は専業主婦になることだが、結婚も目前と思われた彼氏から突然別れを告げられ失意のどん底に。
そんなあすかをなぐさめたのが、以前結婚式場で出会い、偶然にも再会したイケメンアナウンサーの名波竜だった。名波の優しさに惹かれるあすかだが、実はこの男、結婚は死んでも嫌だという男だった。
結婚に対する価値観はお互いに譲れないし認められないが、二人はどんどん惹かれ合っていく。想いが募りとうとう付き合うことになるが、二人の今後はどうなるのか。結婚をするのかしないのか、それとも別れることになってしまうのか。

## 登場人物
高梨あすか（たかなし あすか）
本作の主人公。24歳。大手銀行に勤めるエリート営業。夢は結婚して専業主婦になることだが、仕事にも誇りを持っている。
名波竜（ななみ りゅう）
PTVのアナウンサー。28歳。愛称：ナナリュー。女優との不倫を報じられてニューヨーク支局に左遷された過去から結婚願望が無い。
莉央（りお）
あすかの親友。広紀と交際しているが、結婚願望は無い。
小野広紀（おの ひろき）
あすかと莉央の先輩。名波と同居している。恋人・莉央と結婚したいと思っている。

## 書誌情報

### 単行本
- 宮園いづみ 『突然ですが、明日結婚します』 小学館〈フラワーコミックスα〉、全9巻
  1. 2014年11月10日発売[7]、ISBN 978-4-09-136430-2
  2. 2015年3月10日発売[8]、ISBN 978-4-09-136779-2
  3. 2015年8月10日発売[9]、ISBN 978-4-09-137468-4
  4. 2016年1月8日発売[10]、ISBN 978-4-09-138119-4
  5. 2016年6月10日発売[11]、ISBN 978-4-09-138352-5
  6. 2016年11月10日発売[12]、ISBN 978-4-09-138765-3
  7. 2017年2月10日発売[13]、ISBN 978-4-09-139267-1
  8. 2017年9月8日発売[14]、ISBN 978-4-09-139443-9
  9. 2018年6月8日発売[15]、ISBN 978-4-09-870069-1
- 宮園いづみ 『突然ですが、今日会いに来て』 小学館〈フラワーコミックスα〉、全1巻、2019年7月10日発売[6]、ISBN 978-4-09-870369-2

### 小説
- 豊田美加（著）・宮園いづみ（原作）・山室有紀子、倉光泰子（脚本） 『突然ですが、明日結婚します』 小学館〈小学館文庫〉、全1巻、2017年3月7日発売[16]、ISBN 978-4-09-406404-9 - テレビドラマの小説化[16]。

## テレビドラマ
2017年1月23日から3月20日まで毎週月曜21時 - 21時54分に、フジテレビ系の「月9」枠で放送された。主演は西内まりや。また、flumpoolの山村隆太は本作が俳優デビュー作となる。

### キャスト
高梨あすか（たかなし あすか）
演 - 西内まりや
名波竜（ななみ りゅう）
演 - 山村隆太（flumpool）
神谷暁人（かみや あきと）
演 - 山崎育三郎
桐山莉央（きりやま りお）
演 - 中村アン
牧瀬桃子（まきせ ももこ）
演 - 岸井ゆきの
小野広紀（おの ひろき）
演 - 森田甘路
高梨奏（たかなし かなで）
演 - 葉山奨之
矢沢麻衣（やざわ まい）
演 - 山賀琴子
清水悠真（しみず ゆうま）
演 - 鍵本輝（Lead）
金田三郎（かなだ さぶろう）
演 - 加藤諒
高梨新太郎（たかなし しんたろう）
演 - 古舘寛治
高梨典子（たかなし のりこ）
演 - 石野真子
留守香奈（るす かな）
演 - 椿鬼奴
桜木夕子（さくらぎ ゆうこ）
演 - 高岡早紀
氷室統哉（ひむろ とうや）
演 - 杉本哲太
三上響（みかみ きょう）
演 - 沢村一樹（特別出演）
あすかの元彼氏
演 - 白洲迅
記者の草ヶ谷
演 - 村上航

### スタッフ
- 原作 - 宮園いづみ 『突然ですが、明日結婚します』（小学館『プチコミック』）
- 脚本 - 山室有紀子、倉光泰子
- 演出 - 並木道子、石井祐介、宮脇亮、野田悠介
- 音楽 - やまだ豊、安田寿之、西口悠二
- 主題歌 - 西内まりや「Motion」(SONIC GROOVE)
- 挿入歌 - やまだ豊「Take My Hand」（ボーカル : NIKIIE）
- 音楽プロデュース - 志田博英
- アナウンス指導 - 向坂樹興
- プロデュース - 後藤博幸、大木綾子
- 制作著作 - フジテレビ

### 放送日程
| 第1話                                                                       | 1月23日 | 結婚したい女VSしたくない男!恋バトル | 山室有紀子 倉光泰子 | 並木道子 | 8.5% |
| 第2話                                                                       | 1月30日 | 大波乱のプロポーズ                  | 山室有紀子 倉光泰子 | 石井祐介 | 6.9% |
| 第3話                                                                       | 2月06日 | 俺の女に手を出すな                  | 山室有紀子 倉光泰子 | 並木道子 | 7.6% |
| 第4話                                                                       | 2月13日 | ライバルのKiss                      | 山室有紀子 倉光泰子 | 宮脇亮   | 6.6% |
| 第5話                                                                       | 2月20日 | 女の実家で鉢合わせ                  | 山室有紀子 倉光泰子 | 石井祐介 | 6.2% |
| 第6話                                                                       | 2月27日 | 右薬指の虫除け指輪                  | 山室有紀子 倉光泰子 | 並木道子 | 5.0% |
| 第7話                                                                       | 3月06日 | 別れよう 涙の決断                   | 山室有紀子 倉光泰子 | 野田悠介 | 6.4% |
| 第8話                                                                       | 3月13日 | バイバイ バカ男…                    | 山室有紀子 倉光泰子 | 石井祐介 | 6.1% |
| 最終話                                                                      | 3月20日 | 桜の木の下で…                       | 山室有紀子 倉光泰子 | 並木道子 | 6.0% |
| 平均視聴率 6.7%（視聴率はビデオリサーチ調べ、関東地区・世帯・リアルタイム） |         |                                     |                     |          |      |

- 第1話は21時 - 22時9分の15分拡大放送。